# Svarttjärnen (Ljusnarsbergs socken, Västmanland)
Svarttjärnen är en sjö i Ljusnarsbergs kommun och Ludvika kommun i Västmanland och ingår i Norrströms huvudavrinningsområde. Sjön har en area på 0,129 kvadratkilometer och ligger 308,9 meter över havet.

## Delavrinningsområde
Svarttjärnen ingår i det delavrinningsområde (666246-144510) som SMHI kallar för Inloppet i Norra Hörken. Medelhöjden är 332 meter över havet och ytan är 19,25 kvadratkilometer. Det finns inga avrinningsområden uppströms utan avrinningsområdet är högsta punkten. Arbogaån som avvattnar avrinningsområdet har biflödesordning 2, vilket innebär att vattnet flödar genom totalt 2 vattendrag innan det når havet efter 290 kilometer. Avrinningsområdet består mestadels av skog (83 procent). Avrinningsområdet har 0,61 kvadratkilometer vattenytor vilket ger det en sjöprocent på 3,2 procent.